# De Roose de Baisy

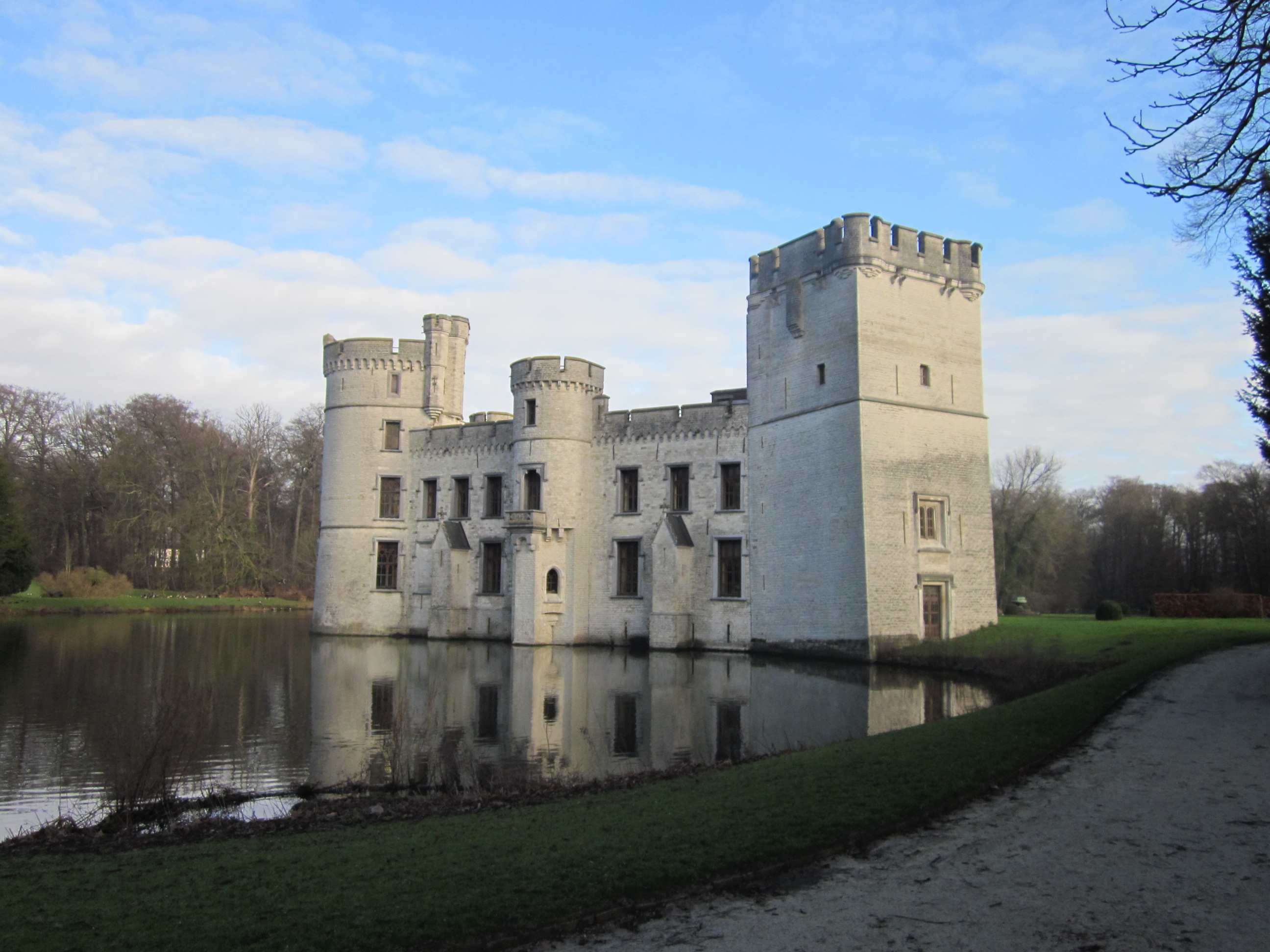
Het kasteel van Bouchout in Meise was eigendom van de familie de Roose de Baisy

De Roose de Baisy was een Zuid-Nederlandse adellijke familie.

## Geschiedenis
François Roose werd in 1603 door de aartshertogen Albrecht en Isabella benoemd tot raadsheer in de Grote Raad van Mechelen, wat automatisch opname in de erfelijke adel betekende.
Koning Karel II van Spanje verhief in 1682 Albert Roose tot ridder, terwijl hij in 1683 diens jongere broer, Pierre-Ferdinand Roose, tot 'baron van Bouchout' benoemde. In 1690 verhief hij Jean-Charles Roose tot 'baron van Sint-Pieters-Leeuw'.
In 1770 werd Pierre Roose door keizerin Maria Theresia tot graaf benoemd, toepasbaar op de heerlijkheid Baisy en overdraagbaar bij eerstgeboorte.
Zijn zoon, Jean-Alexandre Roose, graaf van Baisy, majoor van de stad Antwerpen, getrouwd met Marie-Anne van de Werve, was de laatste van zijn familie onder het ancien régime.

## Charles de Roose de Baisy
Charles Pierre Joseph de Roose de Baisy (Antwerpen, 19 augustus 1768 - Brussel, 30 oktober 1817) was een zoon van Jean-Alexandre Roose. Hij werd in 1816, ten tijde van het Verenigd Koninkrijk der Nederlanden, erkend werd in de erfelijke adel met de titel graaf en benoemd werd in de Ridderschap van Zuid-Brabant. Hij trouwde in 1796 met Henriette de Visscher de Celles (1776-1873). Naast een jong gestorven dochters, trouwden hun twee dochters adellijk:
- Marie-Caroline de Roose de Baisy (1797-1850), trouwde in 1819 in Brussel met Philippe Gillès (1796-1874), burgemeester van 's-Gravenwezel en senator, broer van baron Louis Gillès de Pélichy, gemeenteraadslid van Antwerpen en senator. Het huwelijk bleef kinderloos.
- Élisabeth de Roose de Baisy (1809-1873), trouwde in 1830 in Brussel met graaf Amédée de Beauffort (1806-1858), burgemeester van Wemmel, stichter van het Wapenmuseum in de Hallepoort, voorzitter van de Koninklijke Commissie voor Monumenten en Landschappen en voorzitter van de Commissie voor de koninklijke musea voor schilder- en beeldhouwkunst in Brussel. Ze kregen twee zoons en drie dochters, met afstammelingen tot heden.

Amper een jaar na de erkenning van zijn adellijke status overleed hij als laatste in de mannelijke lijn van zijn familie. De laatste de Roose de Baisy, zijn dochter Élisabeth, overleed in 1873.
Hij was een oom van Charles de Brouchoven de Bergeyck, burgemeester van Melsele, lid van de Provinciale Staten van Oost-Vlaanderen en lid van het Nationaal Congres. 